# 中札内駅

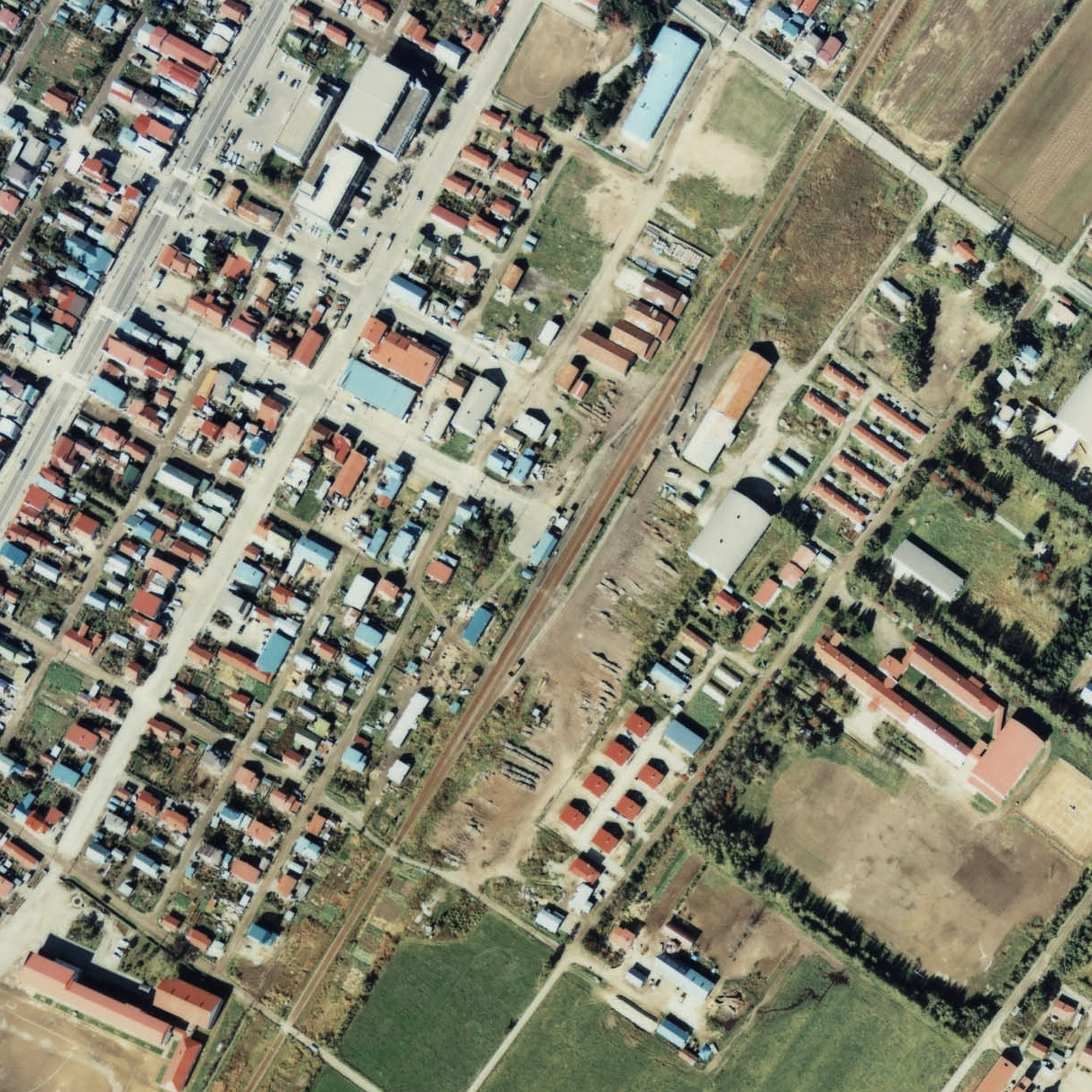
1977年の当駅と周囲約500 m範囲。下が広尾方面。

中札内駅（なかさつないえき）は、かつて北海道（十勝支庁）河西郡中札内村字札内に存在した日本国有鉄道（国鉄）広尾線の駅（廃駅）である。事務管理コードは▲111506。

## 歴史
- 1929年（昭和4年）11月2日 - 国有鉄道（鉄道省）広尾線帯広駅 - 当駅間の開通に伴い、開業[3]。一般駅[1]。
- 1930年（昭和5年）10月10日 - 当駅 - 大樹駅間の延伸開通に伴い、中間駅となる。
- 1982年（昭和57年）9月10日 - 貨物の取り扱いを廃止[1]。
- 1984年（昭和59年）2月1日 - 荷物の取り扱いを廃止[1]。
- 1987年（昭和62年）2月2日 - 広尾線の全線廃止に伴い、廃駅となる[1]。

### 駅名の由来
札内川の中流域に位置することから。開業当時、当地は大正村であったが、後年分村する際に村名となっている。

## 駅構造
廃止時点で、2面2線の相対式ホームを有する地上駅で、列車交換可能な交換駅であった。互いのホームは、駅舎側ホーム中央部分と対向側ホーム南側を結んだ構内踏切で連絡していた。駅舎側ホーム（西側）が上りの1番線、対向側ホーム（東側）が下りの2番線となっていた。対向側ホームの外側1線を側線として有し、その他、1番線の帯広方から分岐し駅舎北側のホーム切欠き部分の貨物ホームへの貨物側線を1線有していた。
職員配置駅で、駅舎は構内の北西側（広尾方面に向かって右側）に位置し1番線ホーム中央部分に接していた。改修されていたものの、土壁と板張りの駅舎であった。

## 利用状況
1981年度（昭和56年度）の1日当たりの乗降客数は232人。

## 駅周辺
- 北海道道321号中札内停車場線
- 国道236号（広尾国道）[7]
- 道の駅なかさつない
- 帯広広尾自動車道中札内インターチェンジ
- 中札内村役場
- 帯広警察署中札内駐在所
- 中札内郵便局
- 帯広信用金庫中札内支店
- 中札内村農業協同組合（JA中札内村）
- 中札内中学校
- 中札内小学校
- 札内川[7]
- 十勝バス中札内案内所、「中札内」停留所

## 駅跡
跡地は「鉄道記念公園」として整備されている。駅舎は撤去されたものの、公園入口に蒸気機関車の動輪を使ったモニュメント、腕木式信号機、レール、アスファルト舗装されたホームが保存され、ホームに横付けされた形で有蓋車2両（うち1両は児童用に改造、塗装されている）が静態保存・展示されている。公園の敷地は長く延びていて、線路跡を利用していることがわかる。

## 隣の駅
日本国有鉄道
広尾線
幸福駅 - 中札内駅 - 更別駅